# 진형
진형은 군에서 쓰이는 용어로, 부대들이 모여 진을 친 형태 또는 방식을 말한다. 역사 소설에서도 많이 쓰이는 단어 중 하나이며, 주로 군사들에 의해 언급된다. 